# Oria Arriba
Oria Arriba è un comune (corregimiento) della Repubblica di Panama situato nel distretto di Pedasí, provincia di Los Santos. Si estende su una superficie di 103,2 km² e conta una popolazione di 297 abitanti (censimento 2010).